# Still Life (canção)
"Still Life" (hangul: 봄여름가을겨울; rr: Bom Yeoreum Gaeul Gyeoul; lit."Primavera Verão Outono Inverno") é uma canção gravada pelo grupo sul-coreano Big Bang. Foi lançada 5 de abril de 2022, através da YG Entertainment, servindo como o primeiro lançamento do grupo em quatro anos desde "Flower Road" (2018), bem como seu único lançamento como um quarteto, devido à saída de T.O.P no ano seguinte. O tema possui letras e composição dos membros G-Dragon e T.O.P, juntamente com Kush e composição adicional de VVN e Vince. 

## Antecedentes e lançamento
Em fevereiro de 2017, T.O.P foi o primeiro membro do Big Bang a realizar sua entrada no alistamento militar obrigatório sul-coreano. Os quatro membros restantes continuaram a realizar atividades promocionais do grupo sem ele até o fim do ano, além disso, também focaram-se em realizar suas atividades como solistas. Durante o ano de 2018, os membros G-Dragon, Taeyang e Daesung também iniciaram seu alistamento militar obrigatório, colocando assim as atividades do Big Bang em um hiato. Em 13 de março de 2018, foi lançado o single digital "Flower Road", como um presente e uma despedida do grupo a seus fãs antes de sua pausa programada, enquanto os membros completam seu serviço militar obrigatório.
O quinto membro do Big Bang, Seungri, foi inicialmente definido para alistar-se em 25 de março de 2019. Entretanto, em 11 de março do mesmo ano, o mesmo anunciou sua saída do grupo, bem como sua aposentadoria da indústria do entretenimento, devido a controvérsia do envolvimento de seu nome no caso Burning Sun. O restante dos membros do grupo foram dispensados do serviço militar obrigatório durante o ano. Em março de 2020, todos os quatro membros do Big Bang renovaram seus contratos com a YG Entertainment e estavam se preparando para um retorno, que acabou sendo adiado devido à pandemia de COVID-19. Em 21 de março de 2022, foi anunciado que o grupo faria seu retorno através do lançamento de um single digital em 5 de abril de 2022.  Seu título "Still Life" foi revelado três dias depois.

## Recepção
| Ano  | Prêmio                 | Categoria                        | Resultado | Ref.   |
| ---- | ---------------------- | -------------------------------- | --------- | ------ |
| 2022 | Asian Pop Music Awards | Gravação do Ano – Exterior       | Indicado  | [ 13 ] |
| 2022 | Asian Pop Music Awards | Melhor Vídeo Musical – Exterior  | Indicado  | [ 13 ] |
| 2022 | Asian Pop Music Awards | Melhor Letrista – Exterior       | Indicado  | [ 13 ] |
| 2022 | Asian Pop Music Awards | Top 20 Canções – Exterior        | Venceu    | [ 14 ] |
| 2022 | Genie Music Awards     | Canção do Ano                    | Indicado  | [ 15 ] |
| 2023 | Golden Disc Awards     | Digital Daesang                  | Indicado  | [ 16 ] |
| 2023 | Golden Disc Awards     | Digital Bonsang                  | Venceu    | [ 17 ] |
| 2022 | MAMA Awards            | Melhor Performance Vocal – Grupo | Venceu    | [ 18 ] |
| 2022 | Melon Music Awards     | Canção do Ano                    | Indicado  | [ 19 ] |

| Programa         | Emissora | Data                | Ref.   |
| ---------------- | -------- | ------------------- | ------ |
| M Countdown      | Mnet     | 14 de abril de 2022 | [ 20 ] |
| M Countdown      | Mnet     | 21 de abril de 2022 | [ 21 ] |
| M Countdown      | Mnet     | 28 de abril de 2022 | [ 22 ] |
| Inkigayo         | SBS      | 17 de abril de 2022 | [ 23 ] |
| Inkigayo         | SBS      | 24 de abril de 2022 | [ 24 ] |
| Inkigayo         | SBS      | 1 de maio de 2022   | [ 25 ] |
| Show! Music Core | MBC      | 23 de abril de 2022 | [ 26 ] |
| Show! Music Core | MBC      | 30 de abril de 2022 | [ 27 ] |
| Show! Music Core | MBC      | 7 de maio de 2022   | [ 28 ] |

## Desempenho nas tabelas musicais
| País – Tabela musical (2022)                        | Melhor posição |
| --------------------------------------------------- | -------------- |
| Austrália (ARIA Hitseekers)                         | 3              |
| Canadá (Canadian Hot 100)                           | 87             |
| Coreia do Sul (Gaon Digital Chart)                  | 1              |
| Coreia do Sul (K-pop Hot 100)                       | 1              |
| Estados Unidos (Billboard Digital Song Sales)       | 24             |
| Estados Unidos (Billboard World Digital Song Sales) | 1              |
| Hong Kong (Billboard)                               | 1              |
| Húngria (Single Top 40)                             | 17             |
| Indonésia (Billboard)                               | 8              |
| Japão (Japan Hot 100)                               | 7              |
| Japão (Oricon Combined Singles)                     | 11             |
| Malásia (Billboard)                                 | 1              |
| Malásia (RIM International Singles)                 | 1              |
| Mundo (Billboard Global 200)                        | 9              |
| Nova Zelândia (Recorded Music NZ)                   | 8              |
| Países Baixos (Global 40)                           | 16             |
| Reino Unido (Singles Downloads Chart)               | 57             |
| Singapura (RIAS)                                    | 1              |
| Taiwan (Billboard)                                  | 3              |
| Vietnã (Vietnam Hot 100)                            | 1              |

| País – Tabela musical (2022)         | Melhor posição |
| ------------------------------------ | -------------- |
| Coreia do Sul (Circle Digital Chart) | 7              |
| Vietnã (Vietnam Hot 100)             | 56             |
| País – Tabela musical (2023)         | Melhor posição |
| Coreia do Sul (Circle Digital Chart) | 125            |

### Certificações
| Região | Certificação | Vendas       |
| --- | ------------ | ------------ |
| Coreia do Sul (KMCA) | Platina      | 100 000 000‡ |
| *números de vendas baseados somente na certificação ^distribuições baseadas apenas na certificação ‡vendas+valores de streaming baseados somente na certificação |              |              |